# Histoire de la grande vitesse ferroviaire en France
 (décembre 2009).
L'histoire de la grande vitesse ferroviaire en France, popularisée sous son sigle TGV, commence officiellement en 1976 avec la concession par l'État à la SNCF d'une ligne nouvelle entre Paris et Lyon. Le concept de TGV lui-même a pris naissance dans les années 1965-1966 avec la création au sein de la SNCF d'un « Service de la recherche », devenu plus tard « Direction de la recherche et de la technologie ».
Les éléments précurseurs de cette idée sont multiples : les possibilités techniques d'amélioration de la vitesse sur le réseau classique (sous-tendues par les records de 1955 qui permirent d'atteindre 331 km/h avec des rames tractées par des locomotives électriques classiques), le projet allemand, présenté en 1963, d'évolution du réseau de la Deutsche Bahn pour permettre la circulation de trains de voyageurs circulant à 200 ou 250 km/h, la mise en service en octobre 1964 au Japon du premier Shinkansen, circulant à 210 km/h sur une infrastructure dédiée du Tōkaidō, enfin, depuis 1964, le projet d'aérotrain de l'ingénieur Bertin qui envisageait alors une liaison Paris-Lyon à 400 km/h, projet qui n'a pas retenu l'attention des ingénieurs de la SNCF attachés au système roue-rail mais qui a éveillé leur intérêt.

## Chronologie
- 1er août 1966 : création du « Service de la recherche » à la SNCF
- 5 décembre 1966 : lancement du projet C03
- 25 avril 1967 : début des essais du TGS. Jean Dupuy devient de fait le chef du projet TGV, qu'il dirigera pendant 20 ans
- 11 juillet 1969 : commandes des deux rames expérimentales TGV 001 et 002 ; seule la première sera construite
- 6 mars 1974 : conseil interministériel où Georges Pompidou ajoute la construction de la LGV Paris-Lyon à la liste des projets destinés à lutter contre l’élévation du coût de l’énergie[1]
- 12 février 1976 : commande à Alsthom (aujourd'hui Alstom) de 87 rames TGV
- 23 août 1978: premier essai d'un TGV lancé à 260 km/h sur le tronçon Strasbourg-Sélestat (Bas-Rhin)
- 4 décembre 1978 : décret approuvant la convention État-SNCF pour la construction et l'exploitation de la ligne nouvelle entre Paris et Lyon
- 26 février 1981 : la rame TGV no 16 établit le record du monde de vitesse ferroviaire à 380 km/h
- 27 septembre 1981 : mise en service du premier tronçon de ligne nouvelle entre Saint Florentin et Sathonay et première exploitation commerciale du TGV sur la relation Paris-Lyon.
- 25 septembre 1983 : mise en service du deuxième tronçon de la ligne nouvelle entre Combs-la-Ville et Saint-Florentin
- 24 septembre 1989 : mise en service de la première branche (ouest) de la LGV Atlantique
- 18 mai 1990 : la rame TGV Atlantique no 325 établit le nouveau record du monde de vitesse ferroviaire à 515,3 km/h
- 30 septembre 1990 : mise en service de la seconde branche (sud-ouest) de la LGV Atlantique
- 1er avril 1991 : publication du schéma directeur des LGV
- 13 décembre 1992 : mise en service de la première section de la LGV Rhône-Alpes entre Montanay et Saint-Quentin-Fallavier pour faciliter la desserte des JO d'Albertville
- 23 mai 1993 : mise en service partielle (entre Paris et Arras) de la LGV Nord
- 26 septembre 1993 : mise en service complète de la LGV Nord
- 6 mai 1994 : début du service commercial d'Eurostar
- 3 juillet 1994 : mise en service complète de la LGV Rhône-Alpes
- 10 juin 2001 : mise en service de la LGV Méditerranée entre Valence, Marseille et Manduel à l'est de Nîmes
- 4 avril 2007 : La rame V150 pulvérise l'ancien record de vitesse sur rails, en atteignant 574,8 km/h, record actuellement imbattu.[2]
- 10 juin 2007 : mise en service de la première section de la LGV Est
- 2010 : loi du Grenelle II, prévoyant le doublement de la longueur du réseau de LGV d'ici 2020 (depuis fortement revu à la baisse)
- 2010 : ouverture du Tunnel du Perthus permettant au TGV de franchir les Pyrénées
- 2013 : ouverture des connexions à grande vitesse entre la France et l'Espagne
- 3 juillet 2016 : mise en service de la seconde section de la LGV Est jusqu'à Strasbourg
- 2 juillet 2017 : mise en service de 2 extensions de la LGV Atlantique, vers l'Ouest (Le Mans - Rennes) et le Sud-Ouest (Tours - Bordeaux).
- 2 juillet 2017 : mise en service de la LGV SEA, première LGV non concédée à SNCF Réseau, en même temps est mise en service la LGV BPL
- fin 2017 : mise en service d'une extension de LGV de Nîmes à Montpellier
- 2020 : ouverture à la concurrence des LGV, augmentant le nombre de trains, et surtout le nombre d'opérateurs.

## Les trains
En 1967, la SNCF met en service Le Capitole, train rapide Paris-Toulouse circulant à 200 km/h sur une partie de son parcours.

### Le projet C 03
L'idée des très grandes vitesses et le développement d'un programme de turbotrains se sont rejoints à la fin des années 1960 et sont certainement stimulés par le lancement au Japon du programme Shinkansen en 1964.
Ces idées prennent corps dans un programme de recherches associant la SNCF et l'industrie ferroviaire destiné à explorer les possibilités d'un turbotrain à grande vitesse. Ce projet, lancé en 1967 sous le nom de code C 03, s'intitulait « Les possibilités ferroviaires sur infrastructure nouvelle ».
Le turbotrain expérimental X 4300 TGS, prédécesseur de l'ETG, avait été testé à des vitesses allant jusqu'à 252 km/h en octobre 1971, donnant des résultats prometteurs. Comme la SNCF visait pour de futures lignes à grande vitesse une gamme de vitesse allant de 250 à 300 km/h, elle demanda à Alsthom-Atlantique de construire un turbotrain prototype conçu à cet effet. Ainsi naît le turbotrain TGV 001, TGV étant originairement l'abréviation de « Turbotrain à Grande Vitesse ».

### Le turbotrain TGV 001
Le turbotrain TGV 001 est un train expérimental conçu pour mener un vaste programme de recherches dans le domaine des grandes vitesses en explorant tous ses aspects techniques.
Il s'agit d'une rame articulée composée de deux motrices encadrant trois remorques, l'ensemble des éléments de la rame étant en permanence accouplés entre eux. Il était motorisé par quatre turbines à gaz issues de l'aéronautique, entraînant un alternateur, lequel alimentait en courant les moteurs de traction. Tous les bogies étaient motorisés.
Le TGV 001 réalise 5227 marches d'essai, atteignant le 8 décembre 1973 la vitesse de 318 km/h, qui est restée le record du monde de vitesse ferroviaire en traction thermique. Cette campagne d'essais est une part inestimable du projet C03.

### Traction électrique
Avec la crise pétrolière de 1973, la traction thermique des futurs trains à grande vitesse ne paraît plus économiquement viable. Le choix de la traction électrique impose une reprise importante de la conception et des programmes d'essais.
En avril 1974, l'automotrice électrique expérimentale Z 7001, surnommée « Zébulon », commence ses essais. Zébulon est reconstruite à partir de l'automotrice Z 7115 qui avait été radiée. Ce véhicule était équipé d'un nouveau bogie moteur Y 226 (précurseur de l'Y 230 des TGV de série) qui est mis au point et testé, avec ses moteurs de traction suspendus et sa transmission à cardans tripode. Le montage suspendu des moteurs de traction est une innovation importante ; il autorisait une réduction considérable (3 300 kg) de la masse du bogie moteur, lui donnant une vitesse critique très élevée et une stabilité exceptionnelle. Zébulon servit également à la mise au point d'un pantographe à double étage pour la grande vitesse, qui sera plus tard le pantographe AM-DE des TGV Sud-Est, ainsi que d'un nouveau type de freins à courants de Foucault. Le frein à courants de Foucault exerce un effort de rétention magnétique, sans aucun contact avec le rail. La promesse d'une très grande efficacité et d'une faible fatigue est toutefois contrebalancée par des problèmes de surchauffe du rail et le projet est abandonné. La suspension de Zébulon, de conception non-pneumatique, donne entière satisfaction et est adoptée pour le nouveau train à grande vitesse à la place de la suspension pneumatique du TGV 001.
Sur une période de vingt mois, Zébulon parcourt près d'un million de kilomètres, dont 25000 à des vitesses supérieures à 300 km/h. La vitesse maximum atteinte par Zébulon est de 309 km/h. Les recherches du projet C03 étaient réalisées. La construction d'une ligne à grande vitesse électrifiée entre Paris et Lyon commence aussitôt après.

### Un style original
Le dessin intérieur et extérieur du premier TGV est dû à Jacques Cooper, designer industriel, né en France le 23 janvier 1931. Au milieu des années 1950, il travailla pendant plusieurs années avec le designer américain d'origine française Raymond Loewy. À la fin des années 1960, alors qu'il commençait à travailler pour Brissonneau-et-Lotz, on demande à Jacques Cooper de dessiner « un train qui ne ressemblait pas à un train ».
C'est lui qui conçut les lignes intérieure et extérieure du turbotrain TGV 001, et crée très rapidement le « style TGV ». Dès 1975 (?), Cooper avait dessiné des trains qui ressemblaient étonnamment au TGV Duplex qui naîtra vingt ans plus tard.
Mais si son projet fut immédiatement accepté pour la ligne extérieure, il fut invité à de nombreuses reprises à reprendre les aménagements intérieurs, depuis les sièges jusqu'aux poignées de porte.
Les nombreuses exigences de conception étaient parfois contradictoires, et Cooper devait trouver la solution optimale. Les espaces intérieurs devaient être accueillants et confortables, reposants, calmes, faciles à nettoyer et à fixer, et doucement intégrés pour créer une atmosphère unique. Le confort devait être rendu accessible à tous les voyageurs, tout en gardant un certain style. L'objectif d'ensemble était de concevoir un espace intérieur qui soit à la fois délassant et agréable.
La conception du premier TGV fut achevée vers la fin des années 1970. La première commande de rames fut lancée le 4 novembre 1976. Au cours des vingt années suivantes, plus de 600 exemplaires du nez de TGV de Cooper, mondialement célèbre, allaient être produits.

### Dernières mises au point
Le 28 juillet 1978, les deux rames de préséries sortirent de l'usine Alsthom de Belfort. Numérotées TGV 01 et 02, elles reçurent les surnoms de « Patrick » et « Sophie » (Patrick pour Paris, SophiE pour SE). Au cours de la période d'essais, plus de 15000 modifications furent apportées à ces deux rames, ce qui fut loin d'être facile. Un des problèmes les plus difficiles à résoudre fut celui des vibrations : les nouveaux trains n'étaient pas du tout confortables en vitesse de croisière. La solution fut lente à venir, et retarda le programme. Finalement on trouva que l'insertion de blocs de caoutchouc sous les ressorts de suspension primaire éliminait le problème. D'autres difficultés concernant la stabilité des bogies à grande vitesse furent surmontées en 1980, année où le premier tronçon de la ligne nouvelle Paris-Lyon était censé être mis en service. La première rame de série, no 03, fut livrée le 25 avril 1980.
La livraison de la commande de 87 TGV était en cours lorsque la rame no 16 fut utilisée pour battre un record de vitesse, dans le cadre de l'« opération TGV 100 » (en référence à l'objectif de vitesse de 100 mètres par seconde, soit 360 km/h). L'objectif fut dépassé le 26 février 1981, la rame no 16 atteignant la vitesse de 380 km/h dans des conditions de sécurité parfaites.
Le 27 septembre 1981, ce fut la mise en service commerciale des TGV sur la ligne Paris-Lyon, cinq jours après l'inauguration officielle par le président de la république François Mitterrand. Cette date marqua un tournant dans les services ferroviaires de voyageurs en France.

## Les lignes à grande vitesse

### La genèse des lignes à grande vitesse

Tracé actuel de la PSE

Le projet TGV doit aussi son succès à une ligne qui lui est dédiée.
À la mise en service du Capitole Paris-Toulouse, la ligne Paris Lyon est saturée. Il est envisagé de la quadrupler pour assurer l'ensemble des trafics : grande ligne, fret, service régional. L'idée nait alors de créer une ligne destinée exclusivement à la grande vitesse (LGV). Elle sera construite au plus court, évitant le détour par Dijon de l'ancienne ligne dite impériale.
Le projet de LGV, ligne à grande vitesse, sera la colonne vertébrale du système TGV. Les essais de matériels différents démontrent que le projet initial de matériel roulant n'était pas finalisé. Celui de la LGV l'était.
Cette priorité donnée à la voie rapide, montre actuellement sa pertinence : la trame s'étend petit à petit et grignote des parts de marché au transport aérien. Car la concurrence train-avion est nettement à l'avantage du train en dessous de 3 heures de trajet, puisque les gares sont au centre des villes et que les temps d'embarquement sont réduits au minimum.
Des lignes modernisées recevant du matériel rapide pendulaire, le TGV P01, ont été présentées, un temps, comme un système alternatif moins cher (l'investissement pour construire des LGV étant très élevé). Ce système, très cohérent dans les pays très urbanisés et aux distances faibles entre grandes villes (Pays-Bas, Allemagne, Suisse, etc.), n'est pas aussi adapté en France : seules des lignes LGV permettent des vitesses proches de 300 km/h et des temps de trajet de l'ordre de 3 heures entre Paris (ou Lille) et Marseille, Bordeaux. Et dans un premier temps les lignes ne sont pas obligatoirement entièrement à grande vitesse, par exemple entre Paris et Bordeaux ou Rennes.

### Les ouvertures de ligne

#### 1980 - 2000
Depuis l’ouverture en deux temps de la LGV Sud-Est (LN1), tronçon sud en septembre 1981 entre le raccordement de Saint-Florentin et Lyon (273 km), tronçon nord (115 km) en septembre 1983, permettant des liaisons entre Paris et le Sud-Est de la France, le réseau de lignes nouvelles n’a pas cessé de s’étendre, tandis que les dessertes vont bien au-delà grâce à la compatibilité avec le réseau classique. La première ligne est un véritable succès commercial et entraîne de nombreux projets de développement.
Les premiers TGV « province-province » sont lancés en 1984 entre Lille et Lyon via la Grande Ceinture, et en 1986 entre Rouen et Lyon. En 1989 et 1990, la LGV Atlantique (LN2) permet au TGV de desservir une cinquantaine de nouvelles villes.
En 1991-1992 est adopté par le gouvernement français le « Schéma Directeur de la Grande Vitesse Ferroviaire », un ambitieux programme visant à construire un maillage cohérent du territoire métropolitain à l’horizon d’une trentaine d’année. Il a été l’occasion d’une véritable surenchère des responsables politiques locaux, chacun cherchant à amener le TGV sur son territoire et poussant pour que son projet soit réalisé au plus tôt. Reprenant la plupart des projets locaux, le schéma directeur comptera 16 lignes, totalisant 3 172 km de voies.
En 1993, c’est au tour de la LGV Nord (LN3) d’ouvrir plus largement le TGV au trafic international, avec l’Eurostar vers Londres et le Thalys vers le Benelux, sans compter les nouvelles gares desservies en France. La LGV Interconnexion Est (partie du projet LN3) permet en 1994 de raccourcir les trajets « province-province », et de desservir d’autres gares franciliennes que les seules gares parisiennes. En 1994 la LGV Rhône-Alpes (LN4) permet de contourner l’agglomération lyonnaise par l’Est et de prolonger la LGV Sud-Est jusqu’à Valence. Une mise en service partielle en 1992 a assuré une desserte du site olympique d’Albertville depuis la gare de Satolas rebaptisée par la suite Lyon Saint Exupéry.
Toutes ces lignes sont financées sur fonds propre par la SNCF, l’État et les collectivités locales ne prenant en charge qu'environ 10 % des lignes nouvelles. Cela entraîne de lourdes charges pour la société qui n’a plus les moyens de financer l’entretien du reste du réseau ferroviaire. En 1996, le rapport de Philippe Rouvillois, revoyant la rentabilité de nombreux projets à la baisse, préconise : « La grave situation financière de la SNCF, la forte révision à la baisse des recettes attendues des lignes nouvelles à l’étude, les contraintes qui pèsent sur le budget de l’État imposent à l’évidence une profonde réestimation de la dimension des projets et des priorités… »
Il pointe l’inflation des coûts de construction (69 millions de francs du km pour la première phase de la LGV Méditerranée contre 33,6 pour LGV Atlantique), en particulier dû à de nouvelles contraintes de protection de l’environnement et à l’indemnisation des riverains, dont les premières associations d’opposants se structurent lors du tracé du segment Valence-Marseille.
À noter que le projet Atlantique n’imposait pas d’importantes réalisations en milieu urbain ou viticole comme pour le projet Méditerranée.
Le deuxième élément est une surestimation de la fréquentation, le trafic de la LGV nord étant de 40 % inférieur à celui attendu. Ce rapport entraîne une remise en cause rapide du schéma directeur, Dominique Bussereau résumera l’état d’esprit en affirmant que celui-ci est « dépassé, puisqu’il était politique ». Cela entraîne un ajournement, voire l’abandon, de nombreux projets de lignes et la fin du financement intégral par la SNCF des lignes nouvelles.

#### Depuis l'an 2000

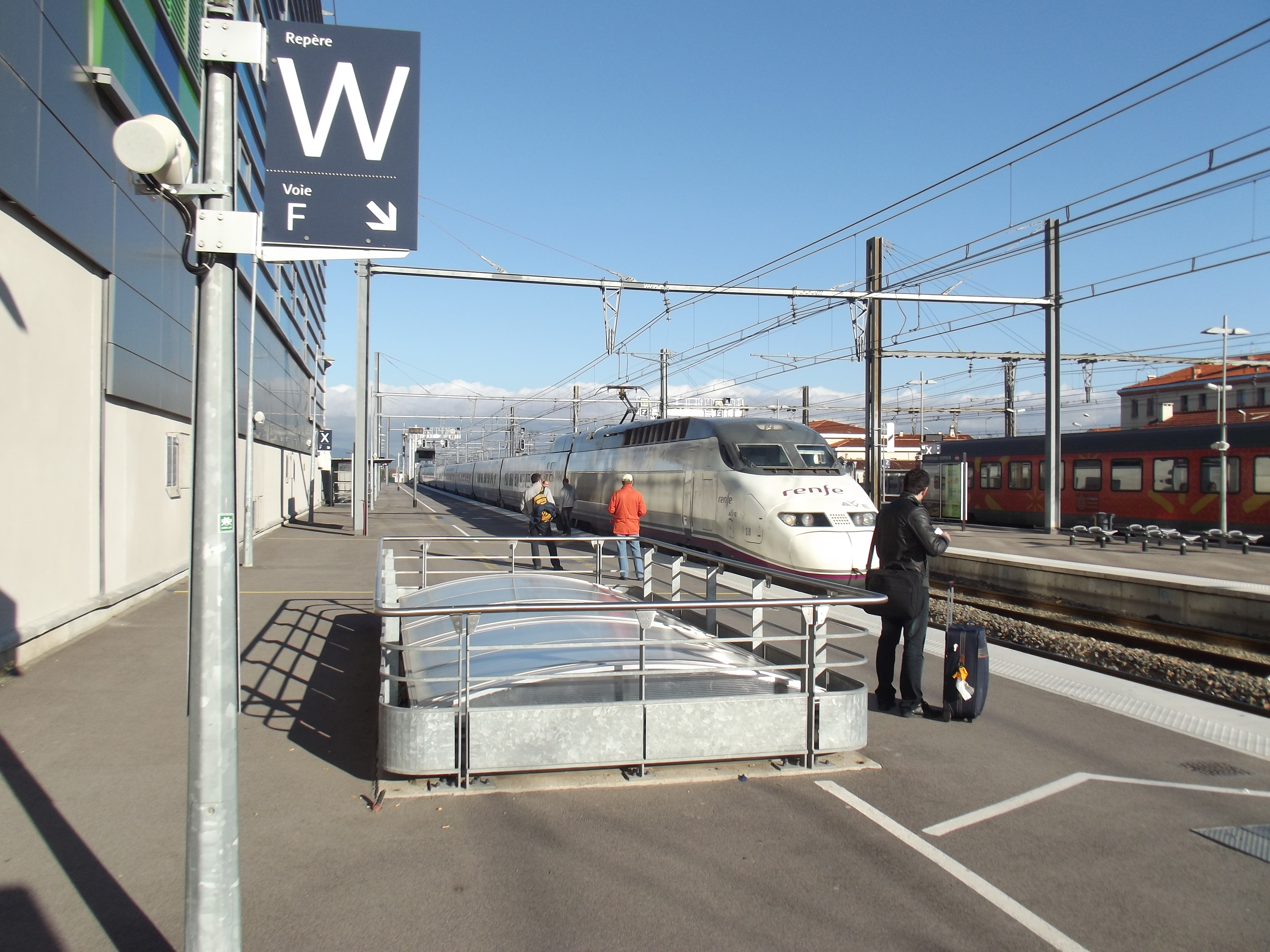
AVE Marseille Madrid a Perpignan

La LGV Méditerranée (LN5) permet en 2001 de rapprocher la Méditerranée de Paris, et d’étendre une nouvelle fois le réseau TGV. Des TGV vont également en Suisse et en Italie, respectivement sous les marques Lyria et Artésia.
La LGV Est européenne (LN6), est ouverte le 10 juin 2007. C’est la première ligne financée majoritairement hors SNCF-RFF. Elle étend le réseau vers l’Est de la France, l’Allemagne, le Luxembourg et la Suisse. À cette date le réseau représente 1 847 km soit 5 % environ du réseau en exploitation en France.
En 2008, le grenelle de l'environnement prévoit 2 000 km de lignes supplémentaires d’ici à 2020, puis encore 2 500 km à plus long terme. En avril 2009, Nicolas Sarkozy annonce la construction simultanée de quatre lignes entre 2010 et 2014: Tours-Bordeaux, Le Mans-Rennes, Nîmes-Montpellier et Baudrecourt-Strasbourg.
La mise en service d’infrastructures nouvelles depuis 2001 a induit une croissance de trafic à 2 chiffres pendant plusieurs années grâce à l’international et à l’interrégional alors que l’ensemble du réseau stagne à 4 % en période de morosité économique comme en 2008/2009 soit tout de même près de 10 points de plus que la concurrence routière et aérienne cumulée[réf. nécessaire].
En 2010, le Tunnel du Perthus, partie intégrante de la LGV Perpignan-Figueras, est ouvert. Il est, après le tunnel sous la manche et la LGV nord vers la Belgique, le troisième lien à grande vitesse transfrontalier de France. 
En 2011, Mise en service d'un 1er tronçon des LGV Rhin-Rhône. Il s'agit de la 1re phase de la branche Est, représentant le tronçon central de 140 km (sur 190 km, pour la totalité de la branche Est) entre Dijon et Mulhouse.
En 2013, la première ligne à grande vitesse sous concession est ouverte entre la France et l'Espagne. Cependant la concession est un échec financier et la ligne est rendue à consortium des gestionnaires ferrés espagnol et français.
En 2017, ouverture des LGV Atlantique Tours - Bordeaux et Le Mans - Rennes.

#### Commission Mobilité 21
Afin de baisser les dépenses publiques, le gouvernement Ayrault annonce en 2012 mettre en place une commission chargée de trier dans les projets du SNIT.
La commission, nommée Mobilité 21, rend son rapport en juin 2013. Excepté les projets en construction ainsi que la LGV Lyon Turin, la commission ne retient qu'une seule ligne à grande vitesse à construire à l'horizon 2030, la LGV Bordeaux - Toulouse, tous les autres projets de grande vitesse sont jugés non prioritaires et reportés au-delà de 2030.